# ولسوالی خاص‌ارزگان
خاص‌ارزگان یکی از ولسوالی‌های ولایت ارزگان در جنوب خاوری افغانستان با جمعیت نزدیک به ۸۰٬۰۰۰ نفر می‌باشد.

## موقعیت جغرافیایی و مساحت
خاص ارزگان در ۱۲۰ کیلومتری شرق ترینکوت مرکز و لایت ارزگان قرار دارد و و با ولسوالی‌های مالستان (غزنی)، دای چوپان (زابل)، چوره، اجرستان (غزنی) و گیزاب هم مرز است. این ولسوالی دارای مساحت تقریبی ۴،۵۰۰ کیلومتر مربع است و ارتفاع آن از سطح دریا حدود ۲،۱۵۰ متر می‌باشد

## جمعیت
- بر اساس گزارش سال ۲۰۰۸ جمعیت خاص‌ارزگان بیش از ۷۸،۰۰۰ نفر برآورده شده‌است.[۲]
- باشندگان این ولسوالی اکثریت از قوم هزاره هستند و بطور سنتی روابط مسالمت‌آمیزی داشته‌اند.[۲]

## دولت
در ولسوالی خاص ارزگان رئیس پلیس، شورای ولسوالی چهار نفره، شورای علمای چهار نفره و دادگاه با دو قاضی وجود دارد. شورای ولسوالی تا بهار ۲۰۰۸ هشت عضو داشت، زمانی که تهدیدات طالبان نیمی از آنها را مجبور به استعفا کرد.
در نوامبر ۲۰۱۰، بیش از ۳۰۰ نفر از بزرگان قبیله و رهبران مذهبی از سراسر منطقه برای اولین بار شورای محلی منطقه را انتخاب کردند.